# Canavalia llanorum
Canavalia llanorum — вид квіткових рослин родини бобових (Fabaceae). Описаний у 2018 році.

## Поширення
Росте у льяносі Венесуели і Колумбії.

## Опис
Вид морфологічно схожий на Canavalia bicarinata. Відрізняється тим, що боби мають лише одне середнє ребро (порівняно з двома ребрами в C. bicarinata), а також його листочки еліптично-яйцеподібні (проти овальних).